# KK Dalvin Split
Košarkaški klub Dalvin Split, skraćeno KK Dalvin, košarkaški je klub iz Splita.

## Osnovni podatci
Boja dresova je plava. Nadimak kluba je "vinari". Dalvin je kratica od Dalmacijavino, tvrtka koja je bila dugogodišnji pokrovitelj ovog kluba. KK Dalvin je bio prvi klub koji je u bivšoj državi imao "američke" dresove.
Dalvinova dvorana bila je u produžetku starog hotela Marjan.

## Povijest
Osnovan je 1971. godine pod imenom KK Split, koji danas nosi bivša KK Jugoplastika. Ime Dalvin ponio je 1974. godine. Navijači su rado skandirali sponzorovo ime "Dalmacija - vino!". Klupski je proračun bio skroman, pa si nisu mogli priuštiti kupovinu velikih i skupih igrača. Marljivim radom klub se uhodao i pokazao se kapacitetom za najviši razred. Klub je bio je poznat po tome što je imao veliki broj navijača. Navijačka potpora bila je veća nego ikojem klubu u ondašnjoj Jugoslaviji. To se osobito vidjelo otkako je klub ušao u drugu ligu. Većina navijača Hajduka, koji je tad bio u svom najtrofejnijem razdoblju u povijesti okrenula se ka Dalvinu, noseći na utakmice Hajdukove zastave i šalove. Prema mnogima Dalvinovi navijači bili su prethodnica obnoviteljima Torcide 1981. godine. Svaki je gost u dvorani Jugoplastike kapacitetea 2000 ljudi suočavao se s ponekad i 4000 navijača na utakmici.
Godine 1977. je pod vodstvom trenera Hrvoja Čulića, bivšeg Hajdukova vratara, ušao u Prvu jugoslavensku košarkašku ligu. Momčad koja je izborila plasman u prvoj ligi je: Grgin, Reić, Kruščić, Škarić, Dorić, Županović, Sabljić, Brljević, Plazibat, Banov, Trumbić i Depolo.
Kad je izborio plasman, navijači su satima na terenu nosili svoje ljubimce. Momčad koja je zaigrala prve sezone u Prvoj ligi je: Matko Vicelić (1956., 200 cm), Pero Vučica (1957., 203 cm), Davor Matijaca (1956., 203 cm), Josip Puljiz (1955., 202 cm), Damir Skansi (1955., 2020 cm), Zlatko Trška (1958., 180 cm), Petar Šošić (1956, 192 cm), Ivan Plazibat (1955., 197 cm), Paško Županović (1954., 198 cm), Boris Kurtović (1958., 195 cm) i Mladen Lončar (1957., 183 cm). Tehniko: Siniša Depolo. Trener je bio Hrvoje Čulić. Pomoćni trener bio je Mihovil Rajević. U prvoj ligi igrao je samo jednu sezonu i postigao samo jednu pobjedu - u Splitu protiv skopskog Rabotničkog te su bili posljednji. Sve su utakmice bile popunile dvoranu. Utakmice su bile prava predstava. Navijači su činili ekscese i predstave prije, tijekom i poslije utakmice. Upadi na parket sa zastavom, klečanje na terenu i moljenje Očenaša, što je uznemirivalo vladajuće strukture u državi. Ni milicijska premlaćivanja ni uhićivanja nisu spriječila te navade. Na utakmici 1. kola protiv Jugoplastike dvije trećine dvorane navijalo je za Dalvina. Kako su Vinari nosili plavo-bijeli dres (poslije je ta boja bila nešto između plave i ljubičaste), navijači su također uz Hajdukove ponijeli i plavo-bijele zastave. Prvi je put u ondašnjoj Jugoslaviji publika za vrijeme utakmice stala i navijala. Navijači su jedinu pobjedu proslavili kao da su osvojili naslov svjetskog prvaka. Na utakmici je stradao trener Rabotničkog Lazar Lečić, kojeg je Dalvinova navijačica istukla kišobranom zato što joj je stalnim ustajanjem s klupe, što treneri redovno čine na utakmici, ometao joj pogled pa ga je više puta istukla kišobranom po glavi. 1980-ih se natjecao u drugoj i republičkoj ligi. 
Godine 1993. ušao je u najviši razred hrvatske košarke. Dvije je godine igrao i imao je svoje odane navijače. U gradskim derbijima protiv Splita publika je mahom bila na Dalvinovoj strani. Nakon druge sezone u najvišem razredu klub je zbog financijskih problema prestao djelovati. 
Godine 2001. godine osnovan klub KK Dalvin 2001, nekoliko se sezona natjecao u drugoj ligi - Jug pa je i on ugašen 2014. godine.
2019. godine svečano je otvorena škola košarke Dalvin Split na igralištu na Blatinama.
Predsjednik i trener kluba je Igor Sumić, bivši igrač KK Splita, Svjetlosti iz Slavonskog Broda i još nekolicine klubova. Novo pokrenuti klub osim imena nema poveznicu kojom bi se tražio kontinuitet kluba, a čine ga zaljubljenici u košarku koja preko imena nekadašnje košarkaške marke žele utjecati na buđenje ljubavi mladih prema košarci.

## Poznati igrači i treneri
Iako nije osvajao naslove, vrijedan je spomena jer su neki od velikih hrvatskih košarkaša ponikli u njemu, neki poznatiji treneri radili su ondje a neki su se poslije profilirali kao športski novinari.
U prvu ga je ligu uveo Hrvoje Čulić, Hajdukov vratar s legendarne utakmice protiv Britanaca u Bariju 1944. godine.
Početkom 80-ih poznati su igrači bili Mlađan Tudor, Josip Puljiz i Bjelajac, zatim Pero Vučica i Paško Tomić.
Najpoznatiji igrači koji su bili igrali u "Dalvina" su Dino Rađa, Joško Vranković i Ante Grgurević, koji su svoje prve korake napravili u tom klubu.
Iz Dalvina je potekao Vedran Vukušić, poslije zapažen u Cedeviti.

## Vanjske poveznice
- KK Dalvin na FinInfo

- YouTube Zbirka fotografija i novinskih izrezaka